# Nigeria en los Juegos Olímpicos de Barcelona 1992
Nigeria estuvo representada en los Juegos Olímpicos de Barcelona 1992 por un total de 55 deportistas que compitieron en 8 deportes.  

## Medallistas
El equipo olímpico nigeriano obtuvo las siguientes medallas:
| Nombre                                                          | Deporte   | Competición            |
| --------------------------------------------------------------- | --------- | ---------------------- |
| Oro                                                             |           |                        |
| —                                                               |           |                        |
| Plata                                                           |           |                        |
| Olapade Adeniken Davidson Ezinwa Chidi Imoh Oluyemi Kayode      | Atletismo | 4 × 100 m M            |
| David Izonritei                                                 | Boxeo     | Pesado (91 kg) M       |
| Richard Igbineghu                                               | Boxeo     | Superpesado (+91 kg) M |
| Bronce                                                          |           |                        |
| Beatrice Utondu Christy Opara-Thompson Mary Onyali Faith Idehen | Atletismo | 4 × 100 m F            |